# 藤田敏八
藤田 敏八（ふじた としや、1932年1月16日 - 1997年8月29日）は、日本の映画監督、脚本家、俳優。

## 経歴
朝鮮・平安北道平壌府（現：朝鮮民主主義人民共和国平壌直轄市）に生まれる。
朝鮮鉄道の社員だった父に従って朝鮮半島を転々と移り住むが、釜山で終戦を迎え、三重県四日市市に引き揚げる。中学に編入後、三重県立神戸高等学校に進学するも、四日市市馳出に戻り三重県立四日市高等学校を卒業。浪人生活を経て東京大学に入学し、文学部仏文科に進む。在学中に演劇に熱中し、俳優座養成所に第5期生として入所する。同期に平幹二朗がいる。
1955年、大学卒業とともに日活に入社。助監督として舛田利雄、蔵原惟繕らにつく。同時に脚本の執筆を始め、三島由紀夫の原作による蔵原惟繕監督作品『愛の渇き』（1967年）において「藤田繁矢」の名で脚本を担当。この作品で日本シナリオ作家協会シナリオ賞を受賞した。同時期に監督に昇進し、『非行少年 陽の出の叫び』（1967年）で監督デビュー。この作品では日本映画監督協会新人賞を受賞した。1968年にはドキュメンタリー『にっぽん零年』（公開は2002年）製作に参加する。その後、藤田繁矢から藤田敏八に改名し、「非行少年」シリーズ、「野良猫ロック」シリーズに続いて、代表作のひとつである『八月の濡れた砂』（1971年）を発表。しかし、この直後、日活はロマンポルノ路線に転換することになる。
1970年代には、ロマンポルノ作品として『エロスは甘き香り』（1973年）、『実録不良少女 姦』（1977年）、『危険な関係』（1978年）、『もっとしなやかに もっとしたたかに』（1979年）といった佳作を撮る一方で、秋吉久美子主演3部作（『赤ちょうちん』『妹』『バージンブルース』いずれも1974年）、沢田研二主演の『炎の肖像』（1974年）といった一般映画も手がけた。また東宝でも原田芳雄主演の『赤い鳥逃げた?』（1973年）、梶芽衣子主演の『修羅雪姫』（1973年）、山口百恵主演の『天使を誘惑』（1979年）など話題作のメガホンを取っている。日活の一般映画『帰らざる日々』（1978年）では第2回山路ふみ子映画賞を受賞している。
一方、学生時代の演劇経験を活かし、俳優として他の監督の作品に散発的に出演していたが、鈴木清順監督作品『ツィゴイネルワイゼン』（1980年）における演技が高く評価され、日本アカデミー賞優秀助演男優賞を受賞した。その後も浅野温子主演の『スローなブギにしてくれ』（1981年）、大谷直子、石田えり主演によるロマンポルノ作品『ダブルベッド』（1983年）などのメガホンを取るが、しだいに俳優としての活動に重心を移し、監督作品は1988年の『リボルバー』が最後となった。ちなみに、これは藤田の古巣にっかつがロマンポルノを中止して再開しながら数ヶ月で終了した一般映画ブランド「ロッポニカ」の最終作品であり、藤田は『八月の濡れた砂』に続いて、二度にわたって同社の幕引き役を果たす結果となった。
仲間内での愛称は「パキさん」。これは助監督時代に、監督の西河克己から「パキスタンの皇太子みたいな顔をしているね」と言われたことに由来するという。一般には名の「敏八」をそのまま音読みした「ビンパチ」も良く使われる。
女優の赤座美代子との結婚生活を晩年に解消し、4度目の結婚をしている。1997年8月29日、肺癌治療のため入院していた病院で、肝不全により死去。65歳没。奇しくも命日に本人が出演した愛の劇場『ラブの贈りもの2』の最終回が放送され、これが俳優としての遺作となった。

## 人物
角川書店の元社長で、映画製作者・監督でもあった角川春樹によると、中々本音を言わない性格で、角川自身はコミュニケーションが取れなかったと述懐している。

## 監督・脚本作品

### 映画
- 愛の渇き（1967年）脚本
- 非行少年 陽の出の叫び（1967年）監督・脚本
- にっぽん零年（1969年）演出・構成
- 非行少年 若者の砦（1970年）監督・脚本
- 野良猫ロック ワイルド・ジャンボ（1970年）監督・脚本
- 新宿アウトロー ぶっ飛ばせ（1970年）監督・脚本
- 野良猫ロック 暴走集団'71（1971年）監督
- 八月の濡れた砂（1971年）監督・脚本
- 八月はエロスの匂い（1972年）監督・脚本
- エロスの誘惑（1972年）監督
- 赤い鳥逃げた?（1973年）監督・脚本
- エロスは甘き香り（1973年）監督
- 戦争を知らない子供たち（1973年）脚本
- 修羅雪姫（1973年）監督
- 赤ちょうちん（1974年）監督
- 修羅雪姫 怨み恋歌（1974年）監督
- 妹（1974年）監督
- バージンブルース（1974年）監督
- 炎の肖像（1974年）監督
- 裸足のブルージン（1975年）監督・脚本
- 横須賀男狩り 少女・悦楽（1977年）監督・脚本
- 実録不良少女 姦（1977年）監督
- 危険な関係（1978年）監督
- 帰らざる日々（1978年）監督・脚本
- もっとしなやかに もっとしたたかに（1979年）監督
- ホワイト・ラブ（1979年）　脚本
- 十八歳、海へ（1979年）監督
- 天使を誘惑（1979年）監督・脚本
- スローなブギにしてくれ（1981年）監督
- ダイアモンドは傷つかない（1982年）監督
- ダブルベッド（1983年）監督
- 海燕ジョーの奇跡（1984年）監督・脚本
- 波光きらめく果て（1986年）監督
- リボルバー（1988年）監督

### テレビジョン
- 颱風とざくろ（1969年、日本テレビ）監督、藤田繁矢名義
- 恐怖劇場アンバランス（1973年、フジテレビジョン） 監督
  - 第2話 - 死を予告する女（1月15日放映）
- 土曜ワイド劇場（テレビ朝日）
  - 「家庭の秘密 乱れる!」（1979年2月10日） 監督
  - 「透明な季節　僕が愛した帝国軍人の妻　バンザイ！　あのポケゴリが死んだ」（1982年8月14日） 監督
- 大江戸神仙伝（1985年、日本テレビ） 監督

### ビデオ作品
- 愛のさざなみ（1983年、制作：フルハウス）監督 ※主演：中村れい子

## 出演

### テレビドラマ
- 藤子不二雄の夢カメラ『月曜ドラマランドひな祭りスペシャル』第1話「ブルートレイン・ブルース」（1987年3月2日、CX）
- さよなら李香蘭（1989年、CX系）
- 水曜グランドロマン「彼女が結婚しない理由」（1990年、NTV系）
- 夢帰行（1990年、NHK）
- 白い巨塔（1990年、ANB系） - 船尾教授 役
- 土曜ワイド劇場（テレビ朝日系）
  - 「森村誠一の背徳の詩集」（1991年） - 松川孝輔 役
  - 「家政婦は見た!」第14作「憧れの大女優 私生活の派手な秘密!虚飾と欲望に一族が乱れる」（1995年、ANB系） - 大内竜吾 役
  - 「松本清張特別企画・黒革の手帖」（1996年） - 高橋 役
- 腕におぼえあり 第2シリーズ（1992年、NHK） - 与助 役
- NIGHT HEAD（1992年、CX系） - 御厨恭二郎 役
- 大河ドラマ
  - 琉球の風（1993年、NHK） - テーゲー親方 役
  - 八代将軍吉宗（1995年、NHK） - 樽屋藤左衛門 役
- 金曜エンタテイメント「鍵師3」（1995年、CX系） - 加藤正治 役
- 愛の劇場（TBS系）

「ラブの贈りもの」（1996年7月〜8月放送） - 渡辺隆造 役
「ラブの贈りもの2」（1997年7月〜8月29日放送）

### 映画
- 瞳の中の訪問者（1977年、ホリ企画・東宝） - 守衛 役
- ツィゴイネルワイゼン（1980年、シネマ・プラセット） - 靑地豊二郎 役
- 四季・奈津子（1980年、東映） - 映画出演女優をオーディションする審査員 役
- ねらわれた学園（1981年、東宝） - 三田村由香の祖父 役（遺影写真）
- 上海異人娼館 チャイナ・ドール（1981年） - 島田 役
- タンポポ（1985年、東宝） - 歯の痛い男 役
- わが愛の譜 滝廉太郎物語（1993年、東映）
- 熱帯楽園倶楽部（1994年、松竹） - ツアーの観光客 役
- 秋桜（1997年、エースピクチャーズ） - 本宮高校校長 役

### バラエティ番組
- 平成教育委員会（CX系）